# Annie Jump Cannon

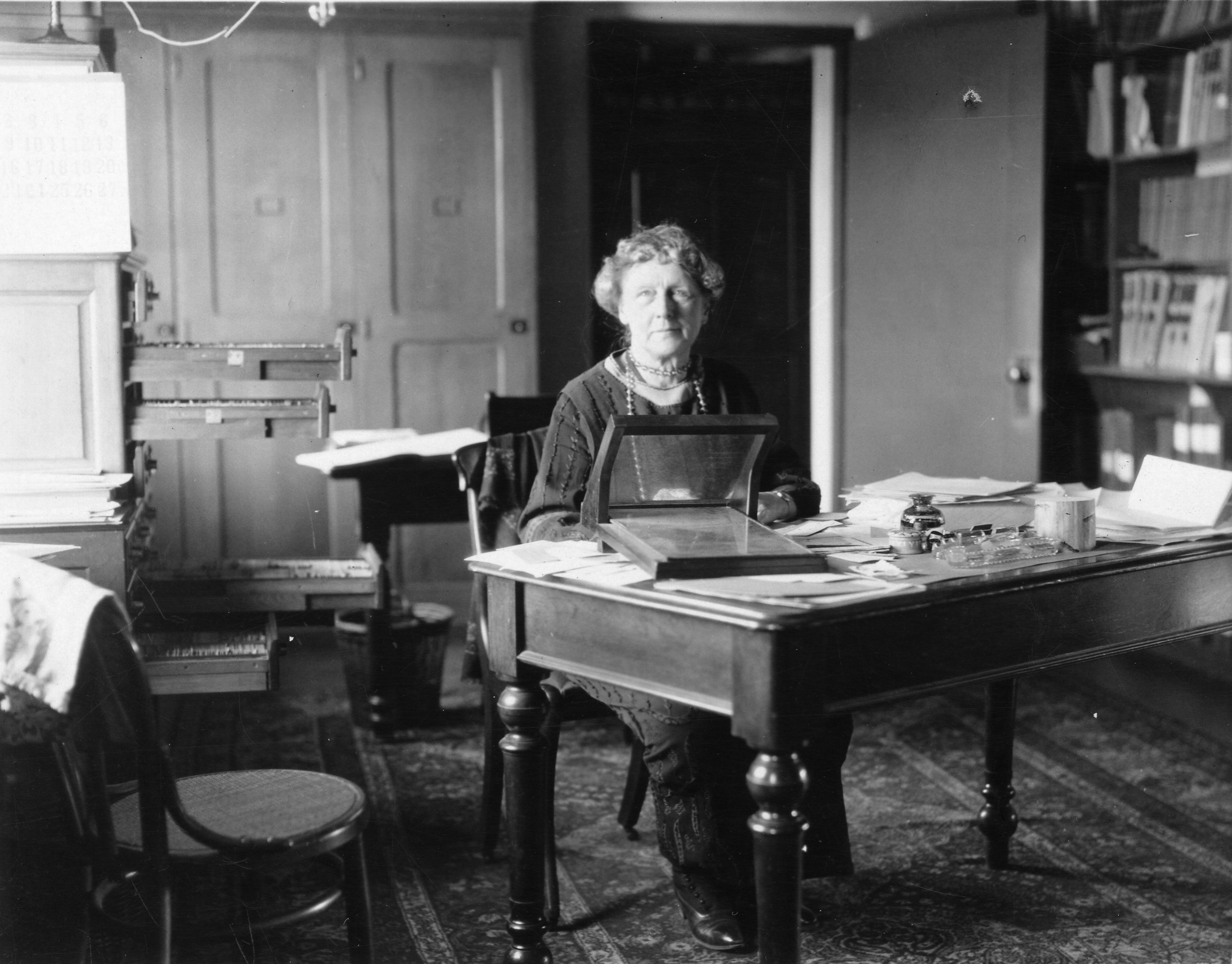
Annie Jump Cannon an ihrem Arbeitsplatz im Harvard-Observatorium

Annie Jump Cannon (* 11. Dezember 1863 in Dover, Delaware; † 13. April 1941 in Cambridge, Massachusetts) war eine US-amerikanische Astronomin. Bekannt wurde sie durch den Merksatz Oh, Be A Fine Girl – Kiss Me!, welcher Generationen von Astronomen die Reihenfolge der Spektralklassen beigebracht hat.

## Leben
Annie Cannon war die älteste von drei Töchtern von Wilson Cannon, einem Schiffbauer und Senator aus Delaware, und seiner Frau Mary Jump.
Am Wellesley College studierte Annie Physik und Astronomie bei Sarah Frances Whiting und begann mit spektroskopischen Beobachtungen von Sternen.
Nach ihrem Abschluss kehrte sie für ein Jahrzehnt nach Delaware zurück. Nach dem Tode ihrer Mutter 1894 begann sie in Wellesley als Lehrerin zu arbeiten und studierte Astronomie am Radcliffe College. Im Jahre 1896 begann sie bei Edward Charles Pickering als sogenannte Harvard Computer am Harvard-College-Observatorium zu arbeiten und beschäftigte sich mit astronomischer Datenreduktion.

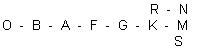
Harvard-Klassifikation der Spektrallinien nach Annie Jump Cannon. Es fehlen die numerischen Untergruppen.

Durch die Vorarbeit von Nettie Farrar, Williamina Fleming, Antonia Maury und ihre Geduld gelangte sie zu der Einordnung der Spektrallinien der Sterne in die Spektralklassen O, B, A, F, G, K und M. Damit überarbeitete sie das vorherige System der Spektralsequenz von Sternen, indem sie durch neue Erkenntnisse einige der ursprünglichen Klassen aus der Sequenz entfernen konnte. Cannon führte auch Nummern zur weiteren Unterteilung des Spektraltyps eines Sterns ein. Hierzu verwendete sie Zahlen von 0 bis 9, wobei eine höhere Zahl einer geringeren Temperatur des Sterns entspricht. Die Sonne ist beispielsweise ein Stern des Spektraltyps G2 und damit kühler als ein Stern mit der Klassifizierung G1, jedoch wärmer als ein Stern mit dem Spektraltyp G3.
Cannon klassifizierte mehr als 400.000 Sterne. Sie veröffentlichte darüber hinaus einen Katalog von veränderlichen Sternen. Eine ihrer Mitarbeiterinnen war die Astronomin Cecilia Payne-Gaposchkin.
Nach dem Tod von Williamina Fleming 1911 ernannte Pickering Cannon zu deren Nachfolgerin als Kuratorin für die Sammlung der astronomischen Fotoplatten des Harvard Observatoriums ("Curator of Astronomical Photographs"). Allerdings verweigerte Harvards Präsident Abbott Lawrence Lowell, ihr dafür den gleichen Titel wie ihrer Vorgängerin zu verleihen. Erst 1938, zwei Jahre vor ihrem Tod, erhielt sie eine offizielle Ernennung und wurde auch namentlich im Harvard Catalogue aufgeführt. 
Dennoch fiel ihre Karriere in eine Zeit zunehmender Anerkennung der Leistung von Frauen in der Wissenschaft. Sie erhielt als erste Frau eine Ehrendoktorwürde in Oxford und wurde in die American Astronomical Society (AAS) aufgenommen. 1929 bezeichnete die League of Women Voters sie als eine der zwölf bedeutendsten lebenden Amerikanerinnen. Der Annie-Jump-Cannon-Preis für Astronomie der AAS, der Asteroid (1120) Cannonia und der Mondkrater Cannon sind ihr zu Ehren benannt. 1925 wurde sie zum Mitglied der American Philosophical Society gewählt. Am 11. Dezember 2014, zum 151. Geburtstag, würdigte Google Annie Jump Cannon mit einem eigenen Google Doodle.